# Socialistas Independientes de Extremadura
Socialistas Independientes de Extremadura (SIEX) fue un partido político de Extremadura (España). De ideología socialdemócrata, proviene del Partido Socialista Obrero Español y fue fundado hacia la mitad de los años noventa del siglo XX. Su principal líder y fundador es José María Sánchez Navarro, en ese momento Alcalde de Carcaboso. En febrero de 1995 se integraron entre otros León Romero, alcalde de Don Benito y José Antonio Jiménez García (activos militantes y exaltos cargos de PSOE), pasando a liderar el grupo político mediante el Congreso de unificación de Don Benito (1995). Este político fue vicepresidente y consejero de Economía y Hacienda de la Junta de Extremadura, hasta que el presidente Juan Carlos Rodríguez Ibarra lo destituyó tras un pulso interno por el poder. Luego fue alcalde de Villanueva de la Serena mediante un pacto entre el Partido Popular, Izquierda Unida y su propio partido, entre 1999 y 2003, tras impedir dicha coalición que el PSOE (que había ganado las elecciones por mayoría simple) gobernara. Fue diputado regional en la Asamblea de Extremadura, por la coalición IU-SIEX, durante la legislatura 2003-2007.
Para las elecciones municipales de 2011 se presentó como candidato a la alcaldía de Mérida Antonio Vélez, exalcalde de dicha ciudad por el PSOE.
En 2018 aprobó por mayoría su disolución e integración en el PSOE extremeño.

## Resultados electorales
Se presentó a las elecciones municipales de 1995, obteniendo 9.361 votos y 37 concejales en Extremadura. En 1999 mantuvo sus resultados electorales, con 9.223 votos y 32 concejales. 
Respecto a las elecciones a la Asamblea de Extremadura, SIEX consiguió en 1995 12.153 votos (1,84%) y en 1999 apenas 6.238.
En las elecciones municipales y autonómicas de 2003 se presentó en coalición con Izquierda Unida, siendo la coalición la tercera fuerza política de Extremadura. En las autonómicas, la coalición obtuvo 41.238 votos (6,27%), lo que se tradujo en tres escaños, uno de los cuales fue ocupado por el líder de SIEX José Antonio Jiménez.
En las elecciones autonómicas de 2007, presentándose también en coalición con Izquierda Unida, perdió su representación en la Asamblea. La coalición consiguió 29 722 votos, lo que supuso un 4,5% del total, insuficiente para obtener representación parlamentaria, limitada a aquellos partidos que superen el 5%. En las locales se presentó en coalición con IU en la mayor parte de los municipios y en solitario en otros. Allí donde se presentó en solitario, obtuvo 4.204 votos (0,64%), que se tradujeron en 14 concejales (10 en Cáceres y 4 en Badajoz).
Al igual que en las elecciones autonómicas de 2011, se presentó coaligado con Izquierda Unida a las elecciones generales de ese mismo año. Sin embargo, en febrero de 2014 SIEX daba por roto y finalizado su acuerdo electoral y parlamentario con IU.
De cara a las elecciones al Parlamento Europeo de 2014, SIEX decide presentarse junto a la candidatura ecosocialista y federalista Primavera Europea, junto a Coalició Compromís, Equo, la Chunta Aragonesista, Por Un Mundo Más Justo (PUM+J), Democracia Participativa (Participa), Partido Castellano (PCAS) y Coalición Caballas.

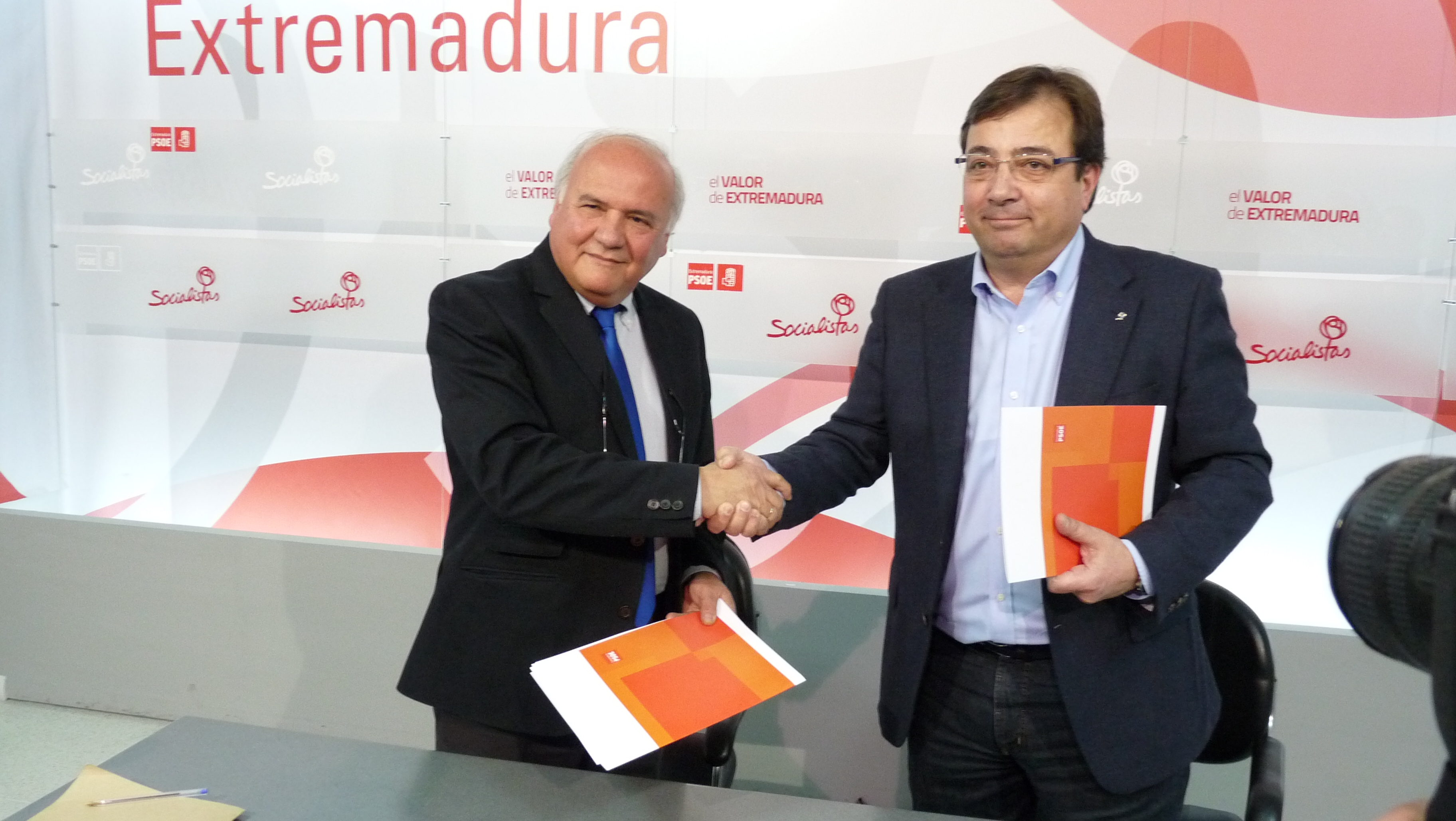
José Antonio Jiménez García y Guillermo Fernández Vara, tras firmar el acuerdo por el cual PSOE y SIEX concurrirían juntos a las urnas en las elecciones autonómicas de 2015.

Para las elecciones a la Asamblea de Extremadura de 2015 SIEX anunció que concurriría junto al PSOE.